# Muro de Temístocles

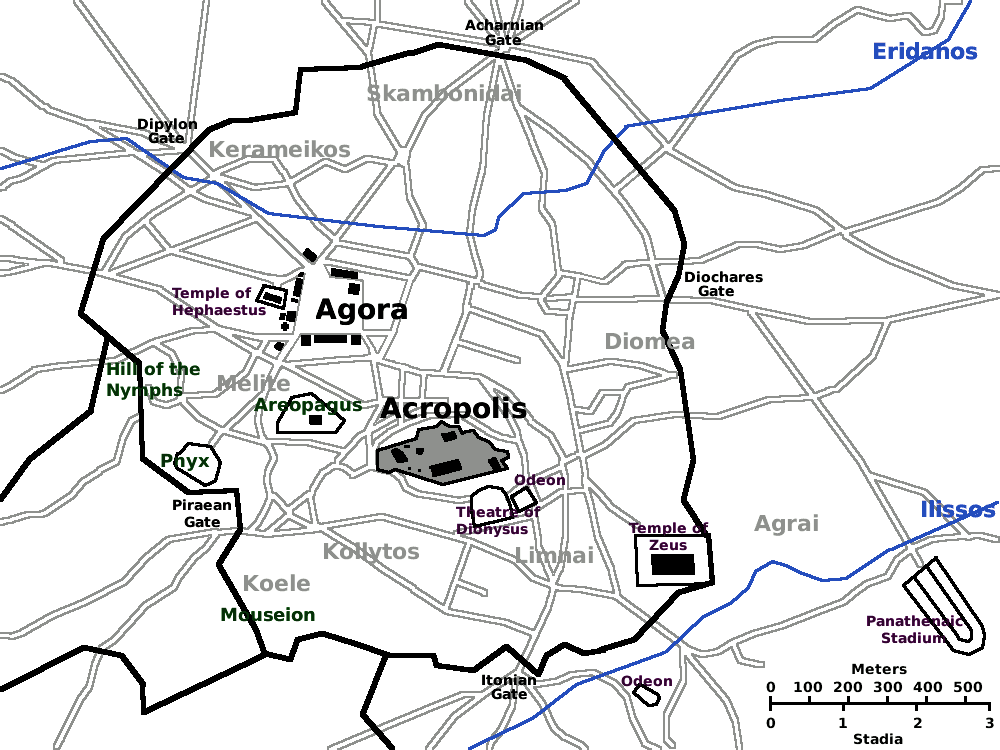
Mapa del Muro de Temístocles y del Diateichisma, construcción posterior.

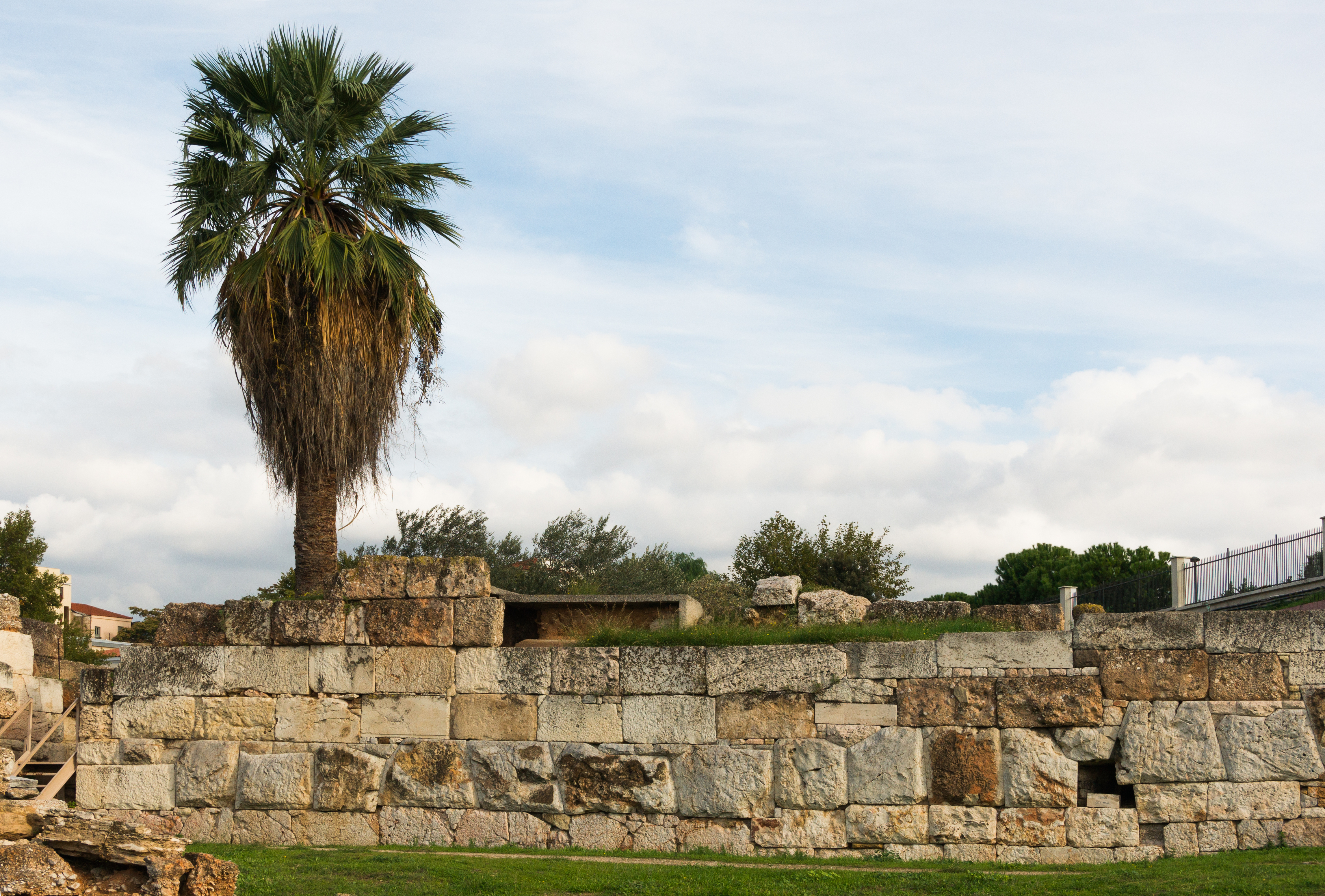
Ruinas del muro de Temístocles en Atenas, Grecia. Construcción posterior a la segunda guerra médica.

El muro de Temístocles (en griego: Θεμιστόκλειον τεῖχος), fue una muralla construida en Atenas, posterior a la segunda guerra médica para protegerse de un posible ataque persa. Fue construida principalmente con spolia.

## Historia

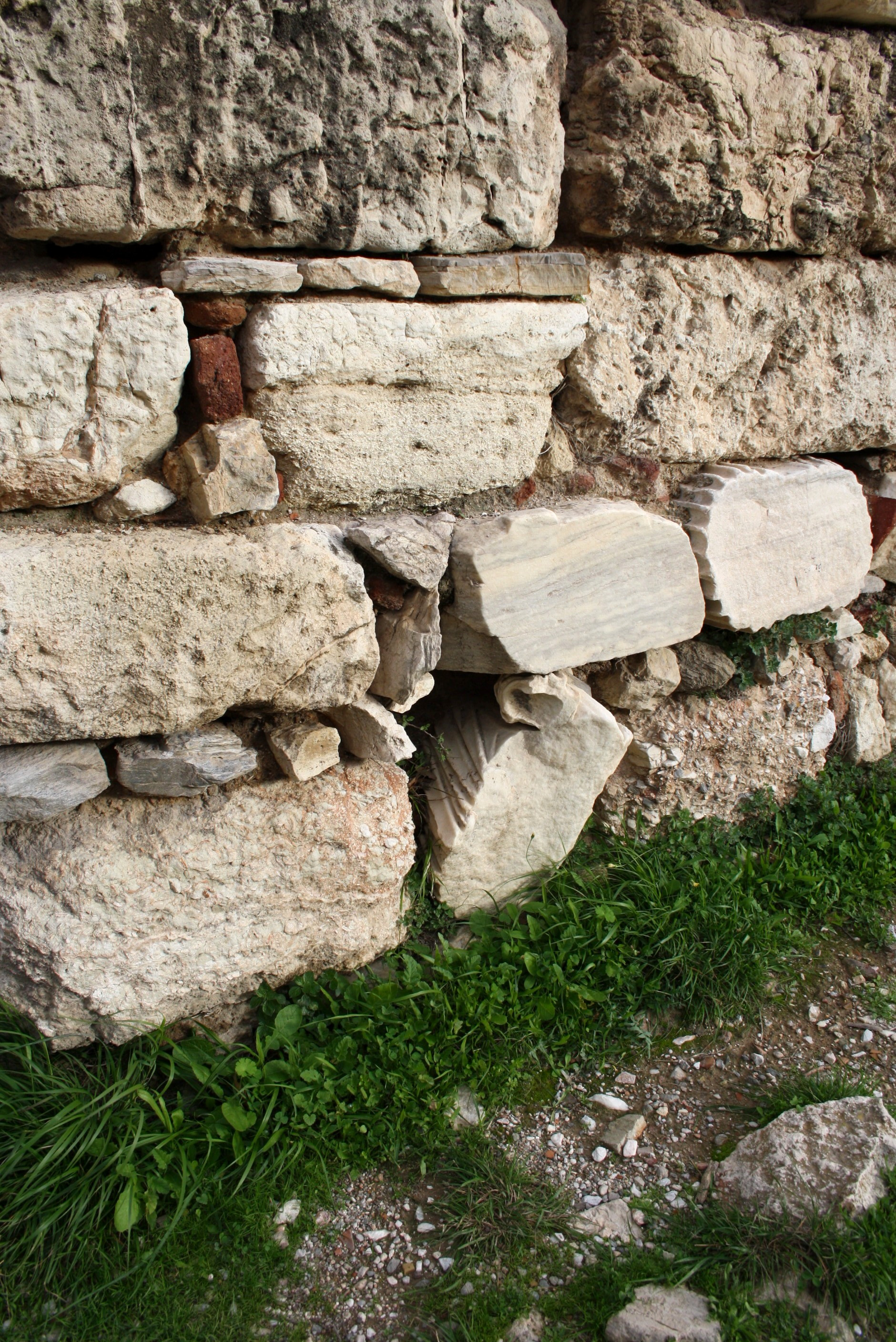
Reutilización de parte del muro en el Odeón de Agripa en Atenas.

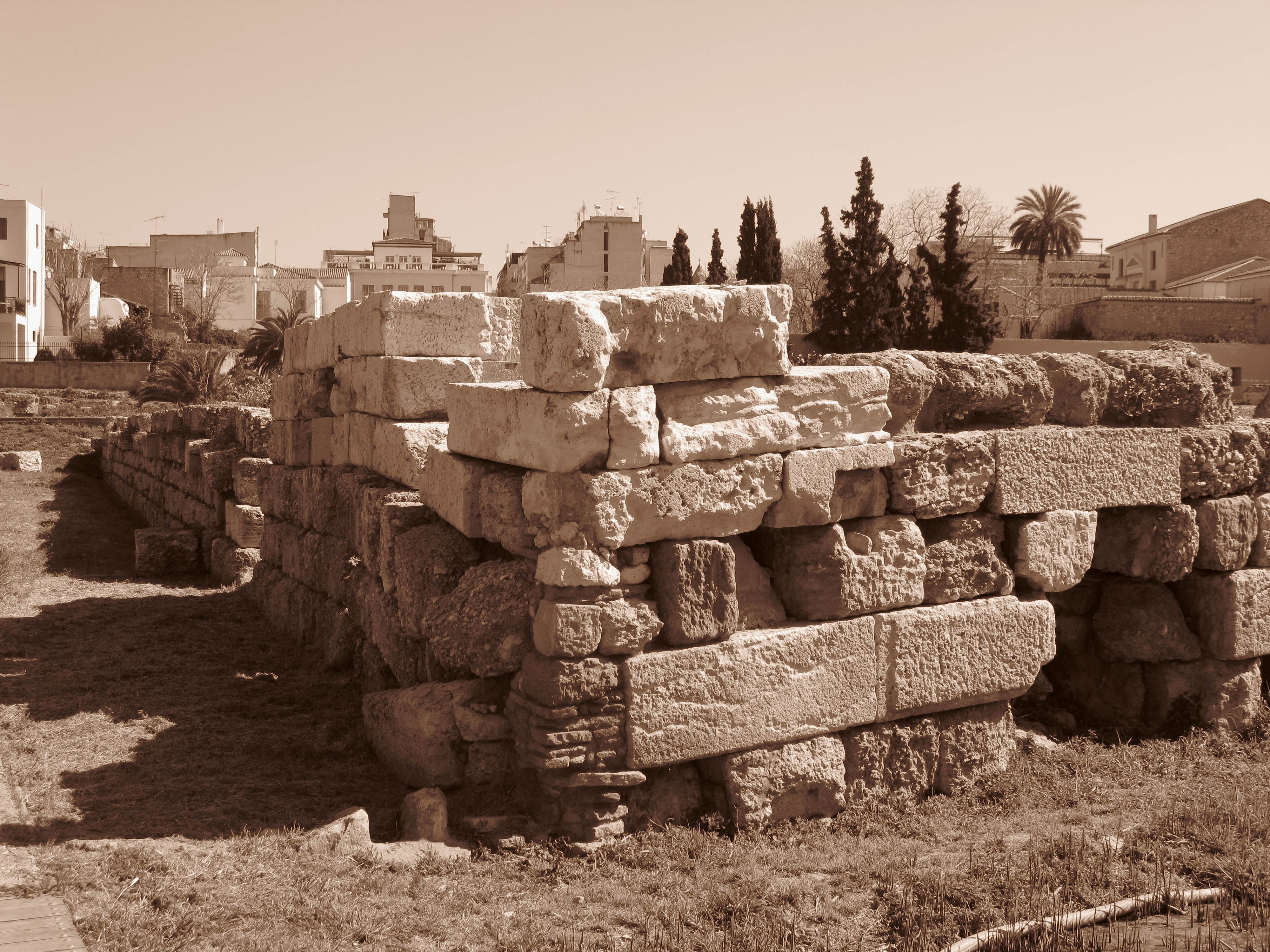
Muro de Temístocles en el Cerámico.

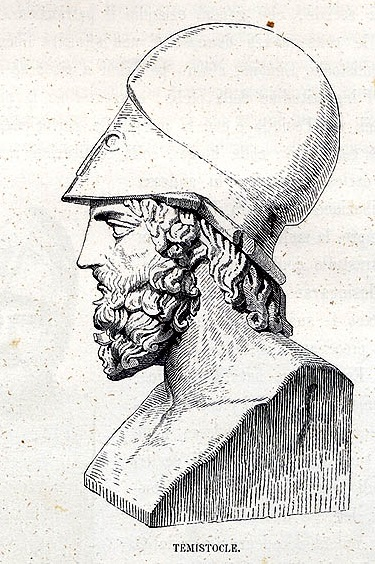
Temístocles, 524 a. C. - 459 a. C.

Las guerras médicas surgieron por el intento del Imperio aqueménida de conquistar a los griegos. El rey Darío I no tuvo éxito y su hijo, Jerjes I, dirigió la segunda guerra médica (480 a. C. hasta 479 a. C.). La incursión de Jerjes llegó más lejos que la de su padre, llegando a incendiar Atenas. Las guerras médicas dejaron en los Estados griegos la destrucción de muchos edificios, estatuas y fortificaciones. 
A los atenienses le preocupaba estar desprovistos ante una incursión de los persas, por lo cual Temístocles defendió la reconstrucción de los muros y el proyecto se aprobó. Opuestos a este proyecto fueron los espartanos y sus aliados del Peloponeso alarmados por el creciente poder de Atenas. Estos argumentaron que una Atenas amurallada sería una base útil para un ejército invasor, y que las defensas del Istmo de Corinto proporcionarían un escudo suficiente contra los invasores. Tucídides nos cuenta sobre las complejas maquinaciones que Temístocles realizó para distraer y retrasar a los espartanos hasta que los muros fueran lo suficientemente altos como para proporcionar una protección adecuada.
El Muro de Temístocles se terminó de construir en el 479 a. C. Para su construcción reutilizaron materiales antiguos. en este caso destruyeron templos, estatuas y otras ruinas debido a la naturaleza apresurada de la obra y al material fácilmente disponible.
Este muro tenía una longitud total de 8500 metros, una altura de 8-10 metros, un ancho de 3 metros con al menos 13 puertas. 
La muralla dividió al cementerio del demo Cerámico, donde se construyeron esculturas funerarias y se erigieron dos grandes puertas que dan al noroeste. En su lado sur era atravesada por la Vía sagrada de Atenas  a través de la Puerta Sagrada. En el lado norte, era atravesada por un camino ancho, el Dromos, que pasaba por la Dípilon, puerta de doble arco (también conocida como la Puerta de Triasia) y por la Academia Platónica a unas pocas millas de distancia. 
Tras ser derrotados en la guerra del Peloponeso en 404 a. C., a los atenienses se les obligó a destruir todos los muros. Cuando se restableció la democracia, Conón reparó las murallas de la ciudad en el 394 a. C. Frente a la invasión macedónica en 338 a. C., se construyó un muro más pequeño, el Proteichisma, frente al principal como defensa adicional. 
Los muros sufrieron graves daños cuando Sila asedió y atacó la ciudad en el 86 a. C. Algunas secciones fueron reconstruidas por el emperador Valeriano (253-260 d. C.). 

## Restos visibles

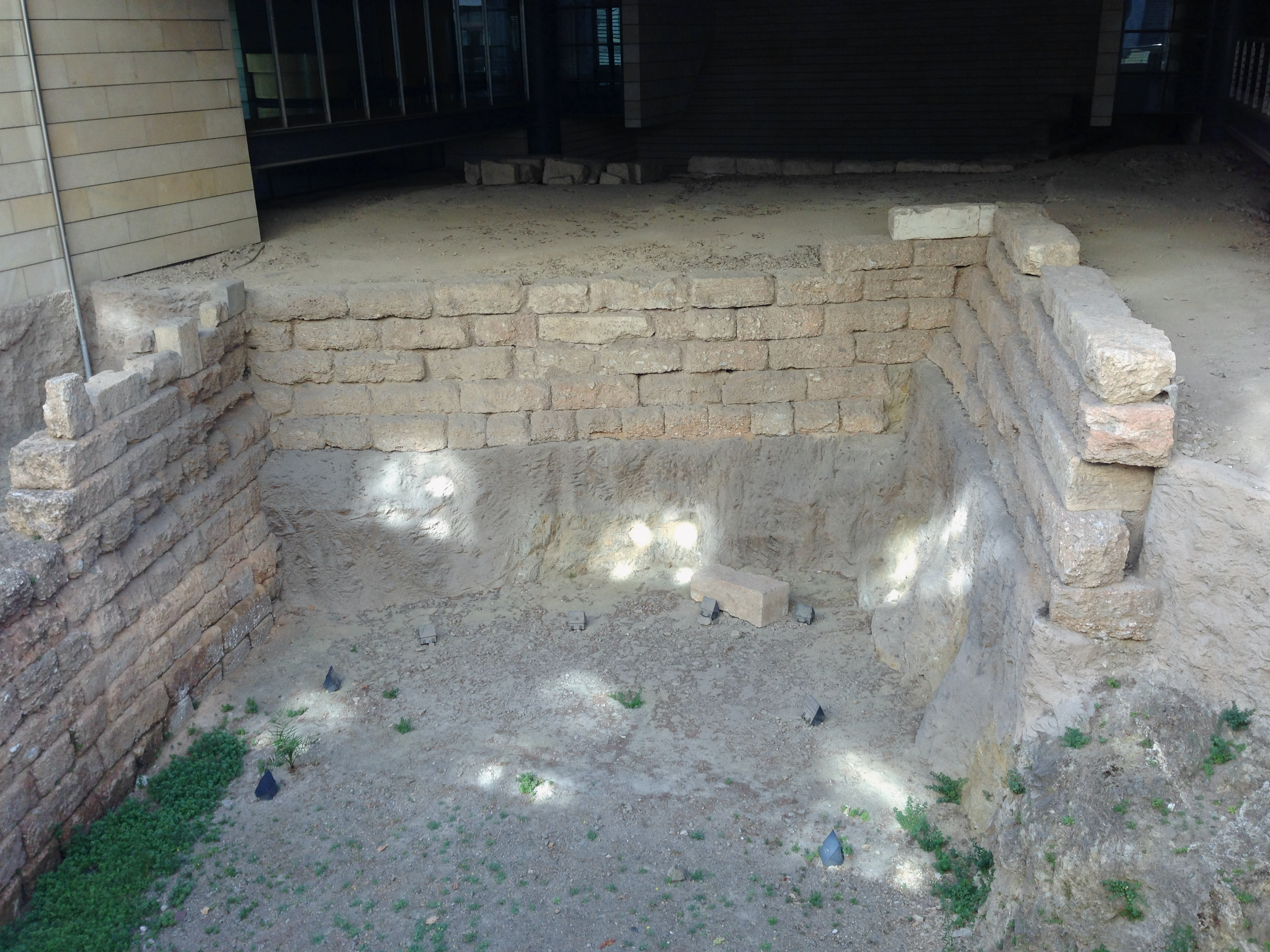
Puerta de Acarnania en las antiguas murallas.

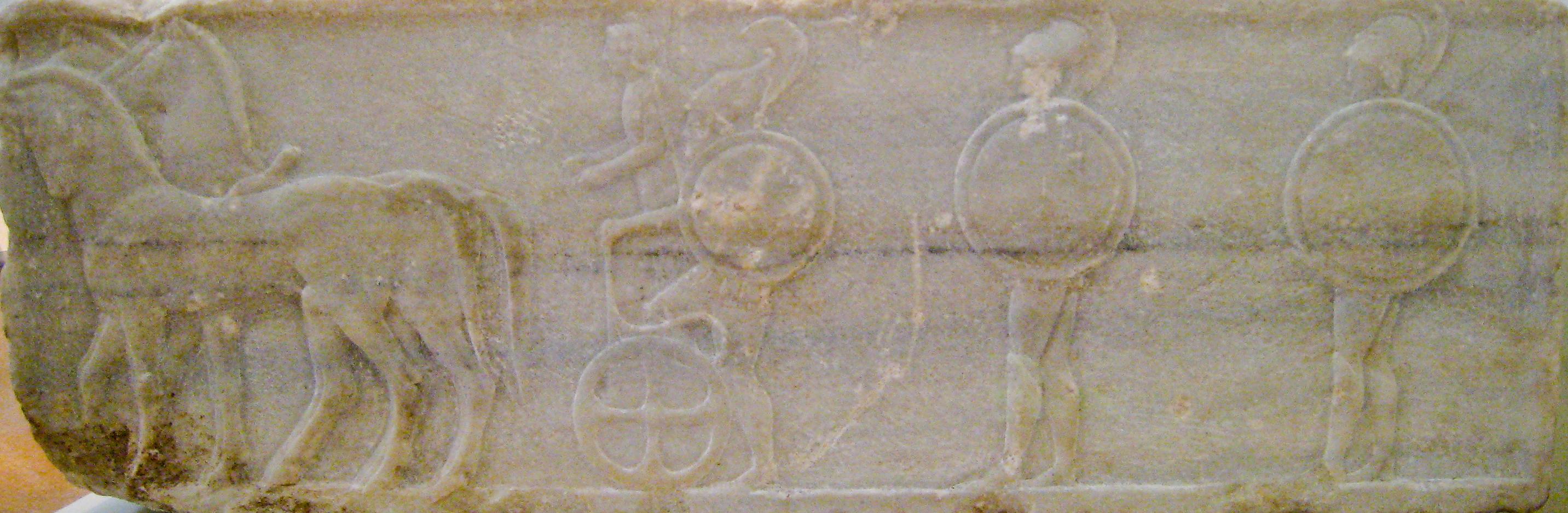
Carro y hoplitas, usado en la construcción del muro de Temístocles como spolia.

Los principales restos visibles son:
- En el Cerámico, la sección restante más alta.
- en la Pnyx (sus cimientos)
- cerca de la plaza Kotsia, cerca de la puerta Acarnania visible en el sótano del Banco Nacional en la calle Aiolou
- en el 29 Erysichthonos; una sección en un sótano de la casa que estaba justo al norte de la Puerta Peiraica

## Puertas
El Muro de Temístocles tenía varias puertas, muchas de las cuales han sido excavadas en su totalidad o en parte. Los más importantes fueron: 
- Dípilon (Δίπυλον, "puerta doble"), originalmente las Puertas de Triasia (Θριάσιαι Πύλαι)
- Puerta sagrada (Ἱερὰ Πύλη)
- Puerta Peiraica (Πειραϊκαὶ Πύλαι, "Puerta de El Pireo ")
- Puerta de Demian (Δήμιαι Πύλαι, "Puerta del Verdugo")
- Puerta Eriai (Ήριαι Πύλαι, "Puerta de los Tumbas")
- Puerta de Acharnian (Ἀχαρνικαὶ Πύλαι, "Puerta del demo de Acarnas ")
- Puerta noreste (nombre moderno, nombre antiguo desconocido)
- Puerta de Diochares (Διοχάρους Πύλαι), no excavada
- Puerta de Hippades (Ἱππάδες Πύλαι, "Puerta de los Jinetes") o Puerta de Egeo (Αἰγέως Πύλαι)
- Puerta Diomeica (Διόμιαι Πύλαι, "Puerta del demo Diomeia "), no excavada
- Puerta de Itonia (τώνιαι Πύλαι)
- Puerta de Halade (Ἅλαδε Πύλαι) o puerta oriental de Falérico (Φαληρική Πύλη), no excavadas
- Puerta Sur (nombre moderno, nombre antiguo desconocido) o Puerta occidental de Faleríco (Φαληρική Πύλη)
- Dípilon sobre las puertas (πυλον το ὑπέρ τῶν Πυλῶν)
- Puerta Melitides (Μελίτιδαι Πύλαι, "Puerta del demo Melite ")